# 双胎間輸血症候群
双胎間輸血症候群（そうたいかんゆけつしょうこうぐん、英語: Twin-to-twin transfusion syndrome; TTTS）とは、一卵性双胎児が胎盤を共有した状態（一絨毛膜双胎）のときに、共通胎盤上の吻合血管を通して引き起こされる血流移動のアンバランスによって両児の循環不全を生じる病態を指す。

## 病態

双胎間輸血症候群の概要。左の受血児は羊水過多・多血症になっている。右の供血児は羊水過少になっている。受血児は心不全や胎児水腫を呈することがあるほか、羊水過多による流産・早産のリスクが大きい

胎盤を共有するというのは以下のような状態を指す。胎児は臍帯動静脈を介して胎盤の小部分である胎盤小葉でガス交換や物質交換をしているが、一絨毛膜胎盤の胎盤小葉では一方の児から流れ込んできた血液が、他方の児の側に戻っていくことがしばしばある。すなわち両児間で血液が行き来し、循環を共有しているということになる。このような場合、全例ではないが、それぞれの胎児への血液供給のバランスは往々にして取りにくくなり一方の胎児からもう一方の胎児へ胎盤を通して血液が流れることがある。すると受血児（血液が流れ込む先の胎児）は多血症から鬱血性心不全、浮腫、羊水過多等を生じ、供血児（血液の流れの元となる方の胎児）は循環血液量の減少によって羊水過少になり、悪化すると発育不全を起こして小さくなる。このように両児の間で血液の流れが生じるので、「一方からもう一方へ輸血しているようなものである」という考え方が病名の由来である。
なお、血液循環バランスの乱れる経過が緩やかである場合を慢性TTTSに、何らかの原因により急激に供血児から受血児に血液が流れ込む病態を急性TTTSに分類されていたが、この概念は一般的ではない。

## 臨床像

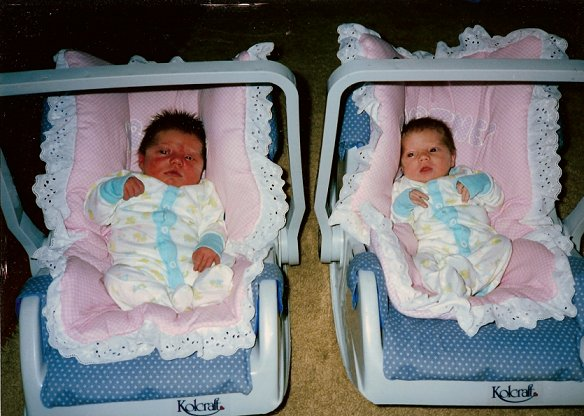
双胎間輸血症候群の影響を受けたと見られる双生児。左が受血児、右が供血児

超音波検査で一児の羊水過多ともう一児の羊水過少を同時に認めた場合に診断される。また重症度分類としてQuintero分類が用いられる。両児の体重差や生後のヘモグロビン値は診断に用いられない。受血児は心不全、胎児水腫を呈することがあり、また供血児は腎不全、発育不全などの症状が代表的であるが、症例によって異なる。
受血児の羊水過多による流産、早産のリスクが高い。一般に保存的治療では胎児の予後は不良である。

## 治療
双胎間輸血症候群の標準的な治療法は連続的羊水除去術であるが、近年新しい胎児鏡下レーザー手術が提案され、欧米と日本において徐々に普及しつつある。
連続的羊水除去術は、羊水過多を起こしている受血児側の羊水腔に針を刺し、羊水を1-2L吸引除去するものである。羊水過多の改善により陣痛発来や前期破水を予防し、胎児が胎外生活可能な時期（妊娠24-26週以降）まで妊娠の延長を目指すものである。受血児側の羊水過多の軽減が一時的に得られても、数日で再貯留することが多く、通常1週間に1-2回、繰り返し羊水吸引除去を行う必要がある。
胎児鏡下レーザー手術は，正式には胎児鏡下胎盤吻合血管レーザー凝固術（Fetoscopic laser photocagulation of placental communicating vessels: FLP）といい、麻酔下に母体腹壁をとおして子宮内にスコープを挿入して、胎盤上にある両児間の複数の吻合血管をレーザーを用いて凝固焼灼していく手術である。手技に高度な熟練を要すること、母体と胎児にリスクが存在することなどいくつかの問題点が存在するが、手術に成功すれば病態自体を改善することになる。欧米と日本での報告をまとめると、少なくとも一児が生存する割合は80%対60%とレーザー手術がやや上回る程度であるが、助かった児がその後神経学的後遺症を残す割合が5%対25%というようにレーザー手術の方が有意にすぐれているといえる。
日本での胎児鏡下レーザー手術は2002年に聖隷浜松病院（静岡県浜松市）にて本格的に開始され、現在、Japan Fetoscopy Group（JFG）に集う病院もしくはJFGの指導を受けた病院にて行われている。JFGに所属する病院は先の聖隷浜松病院の他に、北から宮城県立こども病院（宮城県仙台市）、国立成育医療センター（東京都世田谷区）、東邦大学医療センター大森病院（東京都大田区）、国立病院機構長良医療センター（岐阜県岐阜市）、大阪府立母子保健総合医療センター（大阪府和泉市）がある。その他、北海道大学病院（北海道札幌市）、川崎医科大学附属病院（岡山県倉敷市）、鹿児島市立病院（鹿児島県鹿児島市）など合わせてすでに500例以上の施行実績がある。日本においては保険適用となっている。